# Quintín B. Paredes

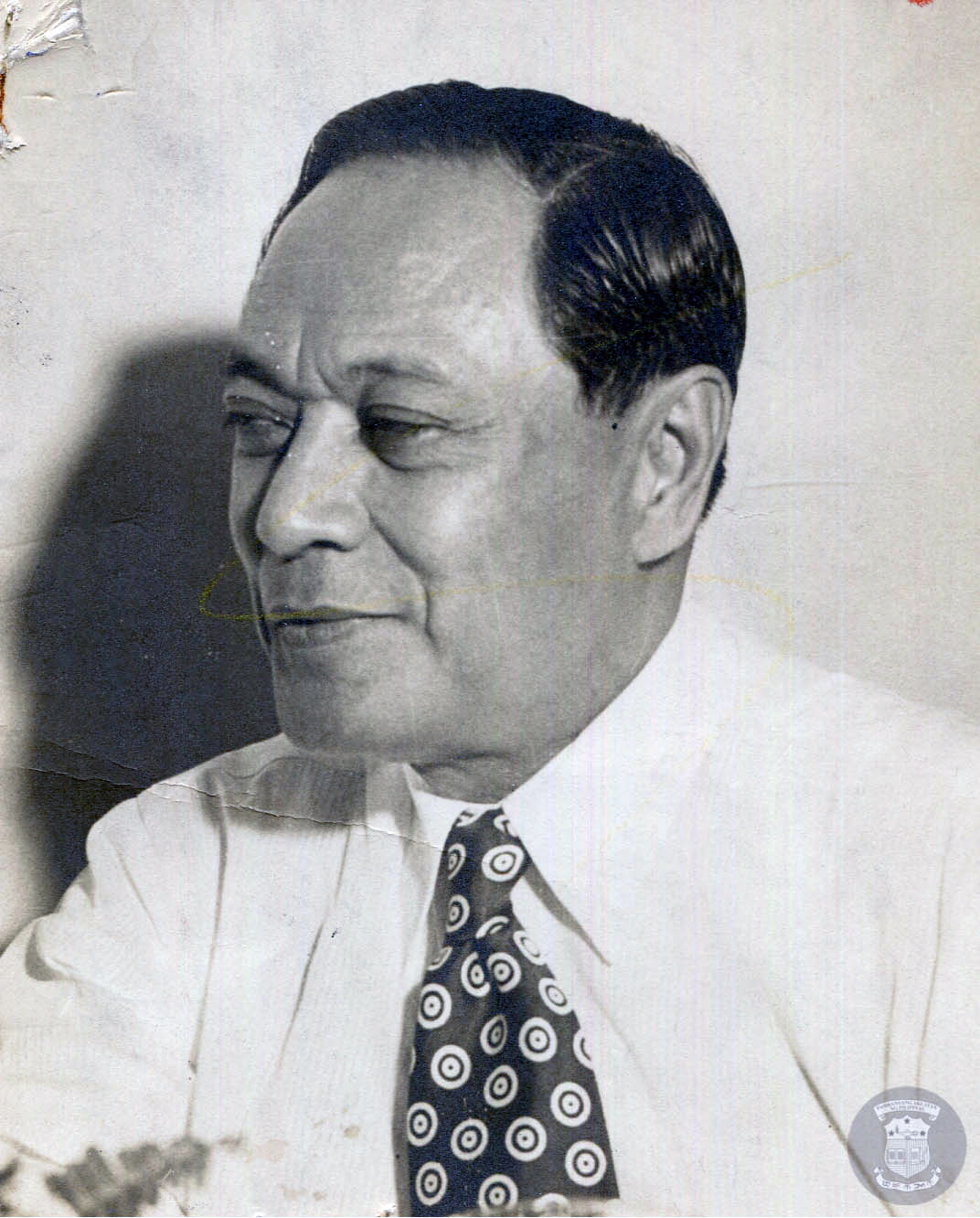
Quintín B. Paredes

Quintín Babila Paredes (* 9. September 1884 in Bangued, Abra; † 30. Januar 1973 in Manila) war ein philippinischer Politiker.

## Biografie
Nach dem Besuch der von seinem Vater Juan Felix Paredes gegründeten Grundschule, des Colegio Seminario de Vigan und des Colegio de San Juan de Letran studierte er Rechtswissenschaft an der Escuela de Leyes und schloss seine Studien mit dem Bachelor of Arts (B.A.), Bachelor of Laws (LL.B.) und Master of Arts (M.A.) ab. Nach seiner anwaltlichen Zulassung 1906 nahm er eine Tätigkeit als Rechtsanwalt auf. Bereits 1908 wechselte er jedoch in den Staatsdienst und war bis 1917 stellvertretender Staatsanwalt (Deputy Fiscal) von Manila. Daneben war er zwischen 1909 und 1911 Dozent für Strafrecht an der Escuela de Derecho, der heutigen Manila Law School, dessen Direktor er zudem von 1911 bis 1917 war.
Nach achtjähriger Tätigkeit als Vizestaatsanwalt wurde er 1917 leitender Staatsanwalt von Manila (Manila City Fiscal). Nach der Neuordnung der Stadtverwaltung 1918 wurde er ins Justizbüro der Philippinen berufen und zum Generalstaatsanwalt ernannt. Daneben war er 1919 Mitglied der Parlamentarischen Mission in den Vereinigten Staaten und war dort auch als Anwalt beim Obersten Gerichtshof der Vereinigten Staaten zugelassen. Zwei Jahre später erfolgte seine Ernennung zum Justizminister (Secretary of Justice) und verblieb bis 1921 in diesem Amt. Danach nahm er seine Tätigkeit als Rechtsanwalt wieder auf.   
1929 wurde er zum Mitglied des Repräsentantenhauses der philippinischen Legislative gewählt, vertrat dort bis 1934 die Interessen seiner Heimatprovinz Abra und war zeitweise auch als kommissarischer Sprecher des Repräsentantenhauses (Speaker Pro tempore) amtierender Parlamentspräsident. Nach der Schaffung des Commonwealth der Philippinen wurde er im September 1935 zum Mitglied der gewählt, gab dieses Amt aber kurz danach auf, nachdem er zum Delegierten (Resident Commissioner) im Repräsentantenhaus der Vereinigten Staaten gewählt worden war. Nach seiner Rückkehr wurde er am 8. November 1938 erneut zum Mitglied der Nationalversammlung gewählt und wurde in dieser auch Mehrheitsführer (Majority Floor Leader).
Während des Zweiten Weltkrieges gehörte er dem Kabinett von Präsident José P. Laurel von Oktober 1943 bis August 1945 als Minister für öffentliche Arbeiten und Kommunikation an. In der Übergangsperiode nach dem Zweiten Weltkrieg wurde er 1946 zusammen mit Präsident Laurel und dem restlichen von den Japanern gestützten Kabinett wegen Kollaboration und Verrat angeklagt. Am 28. Januar 1948 wurde er im Rahmen einer Amnestie durch Manuel Roxas, den ersten Präsidenten der Philippinischen Republik, begnadigt.
1949 wurde er zum Mitglied des Senats gewählt. Als solcher war er zunächst Präsident des Senats Pro tempore, ehe er zwischen März und April 1953 Senatspräsident war. Im November 1955 wurde er als Senator wiedergewählt und gehörte dem Senat für weitere sechs Jahre bis 1961 an.
Nach seinem Ausscheiden aus dem Senat ging er in die Privatwirtschaft und wurde 1963 Präsident und Vizevorsitzender der General Bank and Trust Company, ehe er 1969 in den Ruhestand trat.